# 에버 로봇

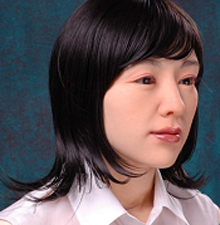
EveR-2 모델

에버(EveR)는 한국생산기술연구원이 개발한 휴머노이드 로봇이다. 2003년 개발한 세계 최초의 여성 안드로이드 로봇이다. 에버(EveR)는 구약성서에 나오는 인류 최초의 여성인 하와(Eve)와 로봇의 'R'을 합쳐서 만든 말이다. 키 165cm의 늘씬한 모델 체형이며, 바퀴로 움직인다. 최신 모델은 얼굴 부분에 30개의 모터와 혀를 가지고 있어서 다양한 얼굴 표정을 지을 수 없다. 한국어와 영어로 대화를 나눌 수 있다. 연극, 판소리 등 다양한 공연에 로봇 배우로 출연하고 있다.

## 같이 보기
- 국가연구소대학교
- 가이노이드
- 안드로이드 (로봇)
- 로봇공학
- 불쾌한 골짜기